# ريجنالد أغسطس فريدريك موراي
ريجنالد أغسطس فريدريك موراي (بالإنجليزية: Reginald Augustus Frederick Murray)‏ هو جيولوجي أسترالي، ولد في 18 فبراير 1846، وتوفي في 5 سبتمبر 1925.